# 沃克鎮區 (阿肯色州懷特縣)
沃克鎮區（英語：Walker Township）是位於美國阿肯色州懷特縣的一個行政鎮區。

## 地方資料
沃克鎮區的面積為56.29平方千米，當中陸地面積為55.36平方千米，而水域面積為0.93平方千米。根據2010年美國人口普查的數據，當地共有人口183人，而人口密度為每平方千米3.25人。